# Штефаня Гора
Штефаня Гора (словен. Štefanja Gora) — поселення в общині Церклє-на-Горенськем, Горенський регіон, Словенія. Висота над рівнем моря: 693,3 м.